# كيفن جي. روني
كيفن جي. روني هو سياسي أمريكي، ولد في 13 يناير 1960 في باترسون في الولايات المتحدة. نشط حزبياً في الحزب الجمهوري. وقد انتخب عضو جمعية نيوجيرسي العامة ‏ عن دائرة New Jersey's 40th legislative district ‏ وقد انضم خلال فترته النيابية ‏ (14 يناير 2020 – ) للكتلة البرلمانية الحزب الجمهوري وانتخب عضو جمعية نيوجيرسي العامة ‏ عن دائرة New Jersey's 40th legislative district ‏ (12 ديسمبر 2016 – 14 يناير 2020).